# Edivaldo Rojas
Edivaldo Rojas Hermoza, mais conhecido como Edivaldo Rojas (Cuiabá, 17 de novembro de 1985), é um futebolista brasileiro naturalizado boliviano que atua como atacante. Atualmente, joga no Club Deportivo San José.
Também era conhecido como Bolívia em razão de sua ascendência. Quando passou a jogar pela Seleção Boliviana, adotou seu prenome como alcunha.

## Carreira
Em 2011, Edivaldo obteve a cidadania boliviana e disputou a Copa América de 2011 pela seleção daquele país.
Edivaldo ficou conhecido por marcar o primeiro gol da Copa América de 2011 em cima da anfitriã Argentina.
Em 2019, foi contratado pelo Club Deportivo San José.

## Títulos
Atlético Paranaense
- Copa Paraná - 2003
- Copa Sesquicentenário do Paraná - 2003